# Typhlops yonenagae
Typhlops yonenagae là một loài rắn trong họ Typhlopidae. Loài này được Rodrigues miêu tả khoa học đầu tiên năm 1991.